# Mesoleptus coarctatus
Mesoleptus coarctatus là một loài tò vò trong họ Ichneumonidae.